# Sillian
Sillian é um município da Áustria localizado no distrito de Lienz, estado do Tirol.